# Organização Democrática dos Povos Oromo
Organização Democrática dos Povos de Oromo é um partido político da Etiópia e aliado com o Movimento Nacional Democrático Amhara, o Movimento Democrático dos Povos do Sul da Etiópia e a Frente de Libertação do Povo Tigré para formar a Frente Democrática Revolucionária do Povo Etíope (FDRPE). Nas eleições legislativas de 15 de Maio de 2005, o partido obteve 327 dos 527 assentos.
Nas eleições de agosto de 2005 para a assembleia regional, o partido ganhou 387 dos 537 assentos na Região de Oromia, e 14 dos 36 assentos na Região de Harari.